# Piece of Cake (manga)
Pour les articles homonymes, voir Piece of Cake.
Piece of Cake (ピース オブ ケイク, Pīsu Obu keiku) est un josei manga de George Asakura, prépublié dans le magazine Feel Young et publié par l'éditeur Shōdensha en cinq volumes reliés sortis entre 2003 et 2008. Seuls les deux premiers volumes du manga sont édités en France par Asuka en 2005. Une suite du manga intitulée Piece of Cake - Bangai-hen Piece 1 (ピース オブ ケイク 番外編, Pīsu Obu keiku bangai-hen) est prépubliée dans le Feel Young depuis le 7 mars 2015, puis paraît en un volume . Un film live réalisé par Tomorowo Taguchi sort également en 2015. Le manga est paru en intégralité, sans le tome bonus, en Italie chez l'éditeur Goen, le dernier tome paraissant en 2021.

## Parution
L'édition française est parue chez Asuka, le tome 1 paraissant en février 2005 et le tome 2 en décembre 2005 (Adaptation par Anne Vignol, Traduction par T de B). La fin de la série n'est jamais parue, pour raisons inconnues. Le seul autre pays européen ayant sorti la série, cette fois-ci en entier, est l'Italie, avec une édition italienne parue chez Goen: le tome 1 est paru en juin 2014, le tome 2 en septembre 2014, le tome 3 en 2019, le tome 4 en février 2021 et le tome 5 en mars 2021. Le tome bonus, "Piece of Cake Bangai Hen", paru en 2015, est inédit hors du Japon.  

## Adaptation cinématographique
Une adaptation en film live réalisée par Tomorowo Taguchi est sortie le 5 septembre 2015 au Japon. Le film engrange 52.8 million de yens lors de son premier week-end de projection et se classe 10e du box office.

### Distribution
- Mikako Tabe
- Gō Ayano
- Tori Matsuzaka
- Fumino Kimura
- Kaoru Mitsumune
- Tasuku Emoto
- Masaki Suda
- Tomoya Nakamura
- Tamae Andō
- Ryū Morioka
- Kankurō Kudō
- Ryūichi Hiroki
- Kazunobu Mineta